# Cetuximab
Il cetuximab, nome commerciale Erbitux, è un anticorpo monoclonale chimerico IgG prodotto in una linea cellulare di mammifero (Sp2/0) mediante tecniche di DNA ricombinante, diretto contro il recettore del fattore di crescita epidermico (EGFR) e somministrato tramite fleboclisi per il trattamento del cancro del colon-retto e del tumore di testa e collo e, secondo recenti studi, anche del tumore del polmone non a piccole cellule. Scoperto dalla ImClone Systems è distribuito in nord America dalla Bristol-Myers Squibb e nel resto del mondo dalla Merck Serono.

## Indicazioni terapeutiche e posologia
Cetuximab è indicato per:
- il trattamento di pazienti affetti da carcinoma del colon-retto in fase metastatica con espressione del recettore per il fattore di crescita epidermico (EGFR) e con il gene K-ras non mutato (wild-type) in combinazione con chemioterapia in tutte le linee terapeutiche o in monoterapia nei pazienti nei quali sia fallita la terapia a base di oxaliplatino e irinotecan e che siano intolleranti a irinotecan;
- il trattamento di pazienti affetti da carcinoma a cellule squamose di testa e collo, in combinazione con radioterapia per la malattia localmente avanzata, o in combinazione con chemioterapia a base di platino nella malattia ricorrente e/o metastatica.
Il farmaco viene somministrato una volta alla settimana in tutte le indicazioni. La prima dose è di 400 mg per m² di superficie corporea. Tutte le successive dosi settimanali sono di 250 mg/m² ciascuna. Va considerato però che le suddette dosi variano a seconda della corporatura del paziente. Viene somministrato per via endovenosa con filtrazione in linea mediante una pompa per infusione, fleboclisi a goccia o una pompa a siringa. Per la dose iniziale, il tempo di infusione raccomandato è di 120 minuti. Per le dosi settimanali successive, il tempo di infusione raccomandato è di 60 minuti. La velocità massima di infusione non deve superare i 10 mg/min, equivalenti a 5 ml/min 2 mg/ml.
Prima di iniziare il trattamento combinato, andranno esaminate le controindicazioni relative agli agenti chemioterapici usati in combinazione o quelle relative alla radioterapia.

## Efficacia clinica
Nei pazienti con tumore in fase avanzata e in metastasi, gli obiettivi di una terapia in associazione comprendono la riduzione delle dimensioni della neoplasia per rendere possibile un intervento chirurgico, il prolungamento della sopravvivenza, il miglioramento della qualità della vita, il ritardo della progressione della malattia. L'uso di un farmaco anti-EGFR ha dimostrato di poter incrementare i risultati della chemioterapia nel tumore del colon-retto metastatico..
Una recente metanalisi conferma il ruolo di biomarker di risposta farmacologica dello stato mutazionale del gene KRAS per il trattamento di prima linea con anticorpo monoclonale anti-EGFR nel [carcinoma del colon-retto|Ca metastatico del colon-retto] (mCRC). Condotta sui dati di 845 pazienti, studiati in due successivi trial randomizzati e controllati (lo studio CRIYSTAL e lo studio OPUS), la metanalisi ha dimostrato che, nei pazienti con mCRC con gene KRAS non mutato (KRAS wild-type), l'associazione della Ig1 mAb anti-EGFR (cetuximab) con la chemioterapia standard consente di ottenere: una riduzione del 34% del rischio di progressione del tumore (PFS) permette di raddoppiare la risposta alla terapia (OR) e migliora la sopravvivenza globale (OS), rispetto ai pazienti trattati con la sola chemioterapia. La metanalisi, presentata in occasione del Congresso annuale delle Società ECCO ed ESMO 2009 da Vanm Cutsnen e coll, conferma, quindi, e rafforza le conclusioni dei due studi CRYSTAL e OPUS sui benefici significativi ottenibili dall'aggiunta di cetuximab alla chemioterapia nel trattamento di prima linea dei pazienti con KRAS wild-type.
Lo studio CRYSTAL - randomizzato, controllato, di fase III su 1.198 pazienti - ha valutato l'efficacia e la sicurezza di una terapia di prima linea con anticorpo monoclonale anti-EGFR, associato alla chemioterapia standard. Tra i pazienti con K-ras non mutato (wild-type) il trattamento in associazione ha consentito di ottenere lo stesso un significativo aumento della percentuale di risposta e una significativa riduzione del rischio di progressione della malattia pari al 30% ed unaumento significativo di 3,5 mesi in sopravvivenza mediana.
Lo studio OPUS - randomizzato, controllato, di fase II, su 337 pazienti - ha confrontato l'efficacia e la sicurezza della terapia con anticorpo monoclonale anti-EGFR in associazione con la chemioterapia standard, con quelle offerte dalla sola chemioterapia nel trattamento di prima linea del tumore metastatico del colon-retto. Circa il 60% dei pazienti che ha ricevuto la terapia combinata ha ottenuto una risposta (vs 37% dei pazienti trattati con la sola chemioterapia), il rischio di progressione della malattia è diminuito del 43% e il tasso di resecabilità completa del tumore è più che raddoppiato rispetto al gruppo di pazienti trattati con la sola chemioterapia.

## Effetti indesiderati
I principali effetti indesiderati di cetuximab sono reazioni cutanee, che si verificano in più dell'80% dei pazienti, ipomagnesiemia (bassi livelli di magnesio nel sangue), che si osserva in più del 10% dei pazienti, e reazioni correlate all'infusione, che si manifestano con sintomi da lievi a moderati (fra cui febbre, brividi, capogiri e difficoltà a respirare) in più del 10% dei pazienti e con sintomi gravi in più dell'1% dei pazienti.
Sono possibili gravi reazioni allergiche (per evitare le quali il paziente deve ricevere un antistaminico e un corticosteroide) per cui in questa fase il paziente va tenuto sotto stretta osservazione.

## Meccanismo d'azione
Cetuximab è specificamente diretto contro il recettore per il fattore di crescita epidermico (EGFR).
Le vie di trasduzione del segnale dipendenti dall'EGFR sono coinvolte nel controllo della sopravvivenza cellulare, della progressione del ciclo cellulare, dell'angiogenesi, della migrazione cellulare e dell'invasione/metastasi cellulare. Il cetuximab si lega all'EGFR (e non ad altri recettori facenti parte della famiglia HER) con un'affinità che è circa 5-10 volte più alta di quella dei ligandi endogeni, bloccando così il legame con tali ligandi e inibendo la funzione stessa del recettore. In assenza di cetuximab, quest'ultimo attiverebbe il gene KRAS, contribuendo ad aumentare la proliferazione, la sopravvivenza e la produzione di fattori pro-angiogenici. Cetuximab induce, inoltre, l'internalizzazione dell'EGFR, il che può provocare la sotto-regolazione dell'EGFR stesso.
Infine, Cetuximab ha una citotossicità cellulo-mediata anticorpo-dipendente, poiché indirizza le cellule immunitarie effettrici citotossiche verso le cellule tumorali che esprimono l'EGFR.
Le mutazioni del gene K-ras in determinati 'punti caldi' (principalmente i codoni 12 e 13, ma negli ultimi anni anche 61 e 146 stanno riscuotendo molto interesse) comportano l'attivazione costitutiva della proteina K-ras indipendentemente dai segnali dell'EGFR. Per tale ragione, nei pazienti con carcinoma metastatico del colon-retto, si raccomanda di effettuare la ricerca dello stato mutazionale del gene K-ras, con apposito Test K-ras, presso un laboratorio competente che utilizzi un metodo di analisi validato, prima di decidere il trattamento con cetuximab. Lo stato del gene KRAS è stato riconosciuto come fattore predittivo per il trattamento con cetuximab in 4 degli studi controllati randomizzati.

## Effetti farmacodinamici
In esperimenti sia in vitro che in vivo, cetuximab inibisce la proliferazione e induce l'apoptosi di cellule tumorali umane che esprimono l'EGFR. Inoltre in vitro inibisce la produzione di fattori angiogenici da parte delle cellule tumorali, e blocca la migrazione delle cellule endoteliali. In vivo cetuximab inibisce l'espressione di fattori angiogenici da parte delle cellule tumorali e causa una riduzione della neo-vascolarizzazione tumorale e delle metastasi.

## Proprietà farmacocinetiche
Cetuximab a una dose iniziale di 400 mg/m2 di superficie corporea, ha un volume medio di distribuzione all'incirca equivalente allo spazio vascolare (2,9 l/m2, con un range fra 1,5 e 6,2 l/m²). La Cmax media (± deviazione standard) è pari a 185±55 microgrammi per ml. La clearance media era 0,022 l/h per m² di superficie corporea. Cetuximab ha una lunga emivita di eliminazione, con valori variabili da 70 a 100 ore alla dose di mantenimento.

## Farmacogenetica
Recentemente l'EMA ha aggiornato il foglio illustrativo del farmaco facendo espresso riferimento all'importanza delle eventuali mutazioni del KRAS nella risposta al farmaco:
"Erbitux/Cetuximab è usato nei pazienti le cui cellule tumorali presentano sulla superficie una proteina detta recettore del fattore di crescita epidermica (EGFR) e contengono un gene “wild type” (non mutato) chiamato “KRAS”. Erbitux è indicato in associazione con altri farmaci antitumorali oppure da solo se un precedente trattamento antitumorale con oxaliplatino e irinotecan non ha dato risposta e il paziente non è in grado di ricevere irinotecan".
Va notato che sebbene una buona parte delle mutazioni siano registrate sui codoni 12 e 13 del gene, vi sono diversi altri 'punti caldi' che comportano l'attivazione costitutiva della proteina KRAS indipendentemente dai segnali dell'EGFR e quindi una mancata risposta al trattamento.
Si rende quindi necessario sottoporre il paziente ad un accurato esame dell'eventuale stato mutazionale del KRAS presso un laboratorio competente che utilizzi un metodo di analisi validato e possibilmente certificato CE-IVD.

### Cetuximab
- Achille Patrizio Caputi e Giuseppina Fava, Farmaci e parametri chimico-clinici, SEEd,  pp. 202–, ISBN 978-88-89688-50-2.
- Gianni Bonadonna, Gioacchino Robustelli Della Cuna e Pinuccia Valagussa, Medicina oncologica. Con CD-ROM, Elsevier srl, 2007,  pp. 679–, ISBN 978-88-214-2814-2.
- (EN) Boris R. Minev, Cancer Management in Man: Chemotherapy, Biological Therapy, Hyperthermia and Supporting Measures, Springer, 12 novembre 2010,  pp. 251–, ISBN 978-90-481-9703-3.
- (EN) Robert O. Dillman, Principles of Cancer Biotherapy, Springer, luglio 2009,  pp. 357–, ISBN 978-90-481-2277-6.
- (EN) M. Wasif Saif, Gastrointestinal Malignancies, Demos Medical Publishing, 31 marzo 2010,  pp. 23–, ISBN 978-1-933864-90-7.
- (EN) Ronald M. Bukowski, Renal Cell Carcinoma: Molecular Targets and Clinical Applications, Springer, 3 marzo 2009,  pp. 290–, ISBN 978-1-58829-737-2.